# Смислов Василь Васильович
Васи́ль Васи́льович Смисло́в (рос. Василий Васильевич Смыслов; 24 березня 1921, Москва — 27 березня 2010, Москва) — радянський шахіст. Чемпіон світу з шахів 1957—1958 років. Дворазовий чемпіон СРСР (1949, 1955). Здобув 17 медалей на шахових олімпіадах.

## Життєпис
Василя Смислова навчив грати в шахи батько, коли йому було 6 років. Відвідував шахову секцію Московського Будинку Піонерів.
У 1938 році, коли Смислову було сімнадцять, він виграв молодіжну першість СРСР. В цьому ж році поділив 1-2 місця в чемпіонаті Москви.
Перші спроби Смислова брати участь у дорослих змаганнях були невдалими: він зайняв 12-13-те місце у міжнародному турнірі в Москві.
У 1940 році посів третє місце в першості СРСР, після Михайла Ботвинника, за що йому надали титул гросмейстера. Після Другої Світової Війни Смислов уже був зіркою радянських шахів. В 1948 р. він взяв участь у турнірі, який проводився, щоб визначити нового чемпіона світу після смерті Альохіна в 1946 р. Чемпіоном став Михайло Ботвинник, Смислов фінішував другим.
Найбільшого успіху Василь Смислов досях у 50-ті роки. Після виграшу турніру кандидатів в 1953 р. в Цюриху, Смислов кинув виклик тодішньому чемпіону світу Михайлу Ботвиннику. Матч закінчився з рахунком 12-12: за тодішнім положенням ФІДЕ це означало, що Ботвинник зберігав титул.
У 1956 Смислов виграв наступний цикл турніру кандидатів, а в 1957 р. вже грав матч проти чемпіона Ботвинника. Смислов виграв з рахунком 12,5-9,5.
Наступного року відбувся матч-реванш: колишній чемпіон дуже добре підготувався і виграв з рахунком 12,5-10,5.
Смислов відомий, передовсім своїм точним позиційним стилем та, особливо, ендшпільною технікою, але багато своїх партій він також виграв ефектними тактичними ударами. Смислов зробив великий внесок у розвиток теорії шахових дебютів, включаючи англійський початок, захист Грюнфельда та сицилійський захист.

## Цікаві факти
- У матчах претендентів 1983 року в чвертьфінальному матчі Смислов грав проти німецького гросмейстера Р. Хюбнера. Основні 9 партій переможця не виявили — 4½ : 4½. Додаткові партії теж не виявили переможця. Уперше в історії шахів переможця виявляли жеребом. Причому жереб проводили в казино на рулетці. Смислов обрав червоний колір, Хюбнер чорний. Перший раз кулька зупинилася на секторі «зеро», лише після другого разу кулька зупинилася на номері «3» червоного кольору. Переміг Смислов[2].
- На честь шахіста названо астероїд 5413 Смислов[3].

## Книги
- Избранные партии. Москва: Физкультура и спорт, 1952. 153 с.
- Теория ладейных окончаний. Москва: Физкультура, 1957. 215 с. В соавторстве с Г. Я. Левенфишем.
- В поисках гармонии. Москва: Физкультура и спорт, 1979. 238 с (Выдающиеся шахматисты мира).
- Летопись шахматного творчества. Москва: ТОО «Институт Леонардо», 1993. 791, [4] с. ISBN 5-86627-002-1.
- Мои этюды. Москва : 64, 2001. 150, [1] с. ISBN 5-94046-001-1.
- Тайны ладейного эндшпиля, Москва: Астрель, АСТ, Транзиткнига; 2003. 95 [1] с. ISBN 5-17-019826-4, ISBN 5-271-06921-4, ISBN 5-9578-0301-4.
- Наука побеждать. Москва: Этерна, 2008. 240 с. ISBN 978-5-490-00187-7
- Батуринский, Виктор Давыдович, А. Карпов: На шахматном Олимпе, Москва, Советская Россия, 1984, ст. 57-58